# Chondrodactylus angulifer
Chondrodactylus angulifer (велетенський наземний гекон) — вид геконоподібних ящірок родини геконових (Gekkonidae). Мешкає в Південній Африці.

## Поширення і екологія
Велетенські наземні гекони мешкають на заході і півдні Намібії, на південному заході Ботсвани та на заході Південно-Африканської Республіки. Вони живуть на гравійних і піщаних рівнинах, слабо порослих травою і чагарниками, та серед піщаних дюн.